# Abuz în serviciu
Abuzul în serviciu, denumit și „abuz în funcție", constă în încălcarea sau neindeplinirea de către un funcționar a îndatoririlor de serviciu, dacă prin această încălcare se aduc prejudicii intereselor legale unor persoane fizice sau juridice. Abuzul în serviciu este sancționat cu răspundere penală și îndepărtarea oficialului din funcție. Abuzul de putere însemnă, de asemenea, că un funcționar public folosește puterea pe care o are pentru propriul câștig personal.

## Abuz instituțional
Abuzul institutional reprezintă maltratarea unor persoane (de multe ori copii sau persoane în vârstă) de către un sistem ce deține puterea. Acest lucru poate varia de la acte precum cum ar fi neglijarea copiilor din orfelinate și a bătrânilor din aziluri, abuzul lor fizic sau sexual până la programe ineficiente de asistență socială care nu se ridică la standarde acceptabile.

### Ofițeri de poliție
În state dictatoriale și corupte, ofițerii de poliție pot efectua mai multe abuzuri în funcție. De exemplu, rasismul instituțional a fost găsit în forțele de poliție moderne ale unor state.
Ofițeri individuali sau uneori unități întregi pot fi corupți sau pot efectua diverse abuzuri sau abateri disciplinare; acest lucru se întâmplă ocazional în multe forțe de ordine, dar este deosebit de problematic atunci când salariul acestora este foarte scăzut și este așadar completat de mită. Poliția de multe ori poate acționa cu brutalitate la situații conflictuale, pentru a extrage o confesiune de la o persoana care nu este neapărat bănuită de vinovăție, precum și în alte circumstanțe. Cazuri individuale de rasism apar chiar și atunci când forțele de poliție, în ansamblu, nu sunt dovedite a fi rasiste.